# J&T Banka Ostrava Open 2020
J&T Banka Ostrava Open 2020 byl tenisový turnaj pořádaný jako součást ženského okruhu WTA Tour, který se odehrával na tvrdých dvorcích Ostravar Arény. Probíhal mezi 19. až 25. říjnem 2020 v Ostravě.
Turnaj byl do kalendáře sezóny zařazen dodatečně jako náhrada za zrušený Zhengzhou Open v čínském Čeng-čou kvůli pandemii covidu-19. Poprvé v historii tak Česko hostilo událost v kategorii WTA Premier. V minulosti se jednalo vždy o nižší úroveň profesionálních okruhů.
Rozpočet činil 528 500 dolarů. Nejvýše nasazenou hráčkou ve dvouhře se stala světová pětka Elina Svitolinová z Ukrajiny. Jako poslední přímá účastnice do dvouhry nastoupila 35. hráčka žebříčku, Číňanka Čang Šuaj. Nejníže postavenou z dvaceti čtyř startujících v kvalifikačním turnaji, hraném 17. a 18. října, se stala 123. žena klasifikace Stefanie Vögeleová ze Švýcarska. Divokou kartu do kvalifikační soutěže obdržely americká teenagerka Coco Gauffová, Češka Tereza Martincová, Slovenka Jana Čepelová a bývalá světová jednička ve čtyřhře Bethanie Matteková-Sandsová.
Mezi odhlášené hráčky se zařadily nizozemská světová devítka Kiki Bertensová, americká šampionka Australian Open a čtvrtá v pořadí Sofia Keninová, úřadující finalistka Australian Open Garbiñe Muguruzaová ze Španělska, trojnásobná vítězka grandslamu Angelique Kerberová z Německa, finalistka US Open a šestnáctá žena klasifikace Madison Keysová či britská světová třináctka Johanna Kontaová. V týdnu před zahájením oznámila ukončení sezóny pro únavu česká dvojka a osmá hráčka žebříčku Petra Kvitová. Světová dvacítka Markéta Vondroušová musela odstoupit pro pozitivní test na koronavirus. Do kvalifikace měla zasáhnout také úřadující vítězka Roland Garros Iga Świąteková z Polska, která však rovněž uzavřela sezónu.
Sedmý singlový titul kariéry získala Běloruska Aryna Sabalenková. Společně s Belgičankou Elise Mertensovou následně ovládla deblovou soutěž, čímž poprvé v kariéře zkompletovala „double“ – tedy vítězství na jednom turnaji ve dvouhře i ve čtyřhře.

## Náhradní pořadatelství za Zhengzhou Open
V důsledku pandemie covidu-19, která postihla sezónu WTA Tour 2020, byly zrušeny všechny čínské podzimní turnaje na tvrdém povrchu. Společnost APG jako držitel licence Zhengzhou Open v čínském Čeng-čou souhlasila s náhradním pořadatelstvím k této příležitosti vzniklého J&T Banka Ostrava Open v Ostravar Aréně. Česko tak poprvé v historii získalo turnaj hraný v kategorii WTA Premier. V minulosti se vždy jednalo o nižší úrovně profesionálních okruhů.
Spoluorganizátorem se stal Perinvest Group pod vedením Tomáše Petery. Původně měli do ochozů haly zavítat diváci. Kvůli zhoršujícímu se vývojí koronavirové pandemie v Česku vyhlásila vláda na období mezi 14. říjnem až 3. listopadem 2020 omezení shromažďování na šest lidí v rámci zákazu hromadných akcí. Vedení turnaje tak požádalo o výjimku, kterou obdrželo od hlavní hygieničky ČR Jarmily Rážové. Organizátoři zaručili dodržování přísných hygienických opatření v souladu se standardy řídící organizace ženského tenisu WTA. Hráčky mají omezený pohyb pouze mezi hotelem a arénou. Po příjezdu do Ostravy podstoupily testy na koronavirus a setrvaly den v karanténě na pokoji. Testování se opakuje každých pět dní.

## Distribuce bodů a finančních odměn

### Distribuce bodů
| Soutěž  | vítězky | finalistky | semifinalistky | čtvrtfinalistky | 16 v kole | 28 v kole | Q  | Q2 | Q1 |
| ------- | ------- | ---------- | -------------- | --------------- | --------- | --------- | -- | -- | -- |
| dvouhra | 470     | 305        | 185            | 100             | 55        | 1         | 25 | 13 | 1  |
| čtyřhra | 470     | 305        | 185            | 100             | 55        | —         | —  | —  | —  |

### Finanční odměny
| Soutěž                                | vítězky  | finalistky | semifinalistky | čtvrtfinalistky | 16 v kole | 28 v kole | Q2      | Q1      |
| ------------------------------------- | -------- | ---------- | -------------- | --------------- | --------- | --------- | ------- | ------- |
| dvouhra                               | 50 000 $ | 30 000 $   | 16 230 $       | 13 300 $        | 10 700 $  | 9 600 $   | 2 740 $ | 2 400 $ |
| čtyřhra                               | 18 000 $ | 10 000 $   | 7 200 $        | 6 000 $         | 4 800 $   | —         | —       | —       |
| částky ve čtyřhře jsou uváděny na pár |          |            |                |                 |           |           |         |         |

## Ženská dvouhra

### Nasazení
| Stát                          | Hráčka              | WTA | Nasazení |
| ----------------------------- | ------------------- | --- | -------- |
| Ukrajina                      | Elina Svitolinová   | 5.  | 1.       |
| Česko                         | Karolína Plíšková   | 6.  | 2.       |
| Bělorusko                     | Aryna Sabalenková   | 12. | 3.       |
| Bělorusko                     | Viktoria Azarenková | 14. | 4.       |
| Chorvatsko                    | Petra Martićová     | 18. | 5.       |
| Kazachstán                    | Jelena Rybakinová   | 19. | 6.       |
| Belgie                        | Elise Mertensová    | 21  | 7..      |
| Estonsko                      | Anett Kontaveitová  | 22. | 8.       |
| Žebříček WTA k 12. říjnu 2020 |                     |     |          |

### Jiné formy účasti
Následující hráčky obdržely divokou kartu do hlavní soutěže:
- Jeļena Ostapenková
- Kristýna Plíšková
- Kateřina Siniaková

Následující hráčky postoupily do hlavní soutěže z kvalifikace:
- Veronika Kuděrmetovová
- Darja Kasatkinová
- Coco Gauffová
- Barbora Krejčíková
- Sara Sorribesová Tormová
- Tereza Martincová

### Odstoupení
před zahájením turnaje
- Kiki Bertensová → nahradila ji  Amanda Anisimovová
- Sofia Keninová → nahradila ji  Jekatěrina Alexandrovová
- Angelique Kerberová → nahradila ji  Karolína Muchová
- Madison Keysová → nahradila ji  Donna Vekićová
- Johanna Kontaová → nahradila ji  Ons Džabúrová
- Petra Kvitová → nahradila ji  Magda Linetteová
- Garbiñe Muguruzaová → nahradila ji  Dajana Jastremská
- Alison Riskeová → nahradila ji  Jennifer Bradyová
- Markéta Vondroušová → nahradila ji  Barbora Strýcová

## Ženská čtyřhra

### Nasazení
| Stát                                                                      | Hráčka                   | Stát       | Hráčka             | WTA | Nasazení |
| ------------------------------------------------------------------------- | ------------------------ | ---------- | ------------------ | --- | -------- |
| Belgie                                                                    | Elise Mertensová         | Bělorusko  | Aryna Sabalenková  | 11. | 1.       |
| Česko                                                                     | Barbora Krejčíková       | Česko      | Kateřina Siniaková | 15. | 2.       |
| USA                                                                       | Bethanie Mattek-Sandsová | Česko      | Barbora Strýcová   | 22. | 3.       |
| Belgie                                                                    | Kirsten Flipkensová      | Nizozemsko | Demi Schuursová    | 44. | 4.       |
| Žebříček WTA k 12. říjnu 2020; číslo je součtem umístění obou členek páru |                          |            |                    |     |          |

### Jiné formy účasti
Následující pár obdržel divokou kartu do čtyřhry:
- Jesika Malečková /  Chantal Škamlová

## Přehled finále

### Ženská dvouhra
- Aryna Sabalenková vs.  Viktoria Azarenková, 6–2, 6–2

Sabalenková vyhrála sedmý turnaj WTA ve dvouhře (druhý v roce 2020). Poprvé v historii se ve finále turnaje WTA střetly  běloruské tenistky.

### Ženská čtyřhra
- Elise Mertensová /  Aryna Sabalenková vs.  Gabriela Dabrowská /  Luisa Stefaniová, 6–1, 6–3

Mertensová získala desátý titul ve čtyřhře na turnaji WTA (první v sezóně), Sabalenková čtvrtý titul (první v sezóně). Společně vyhrály čtvrtý turnaj.